# Katholische Arbeitervereine

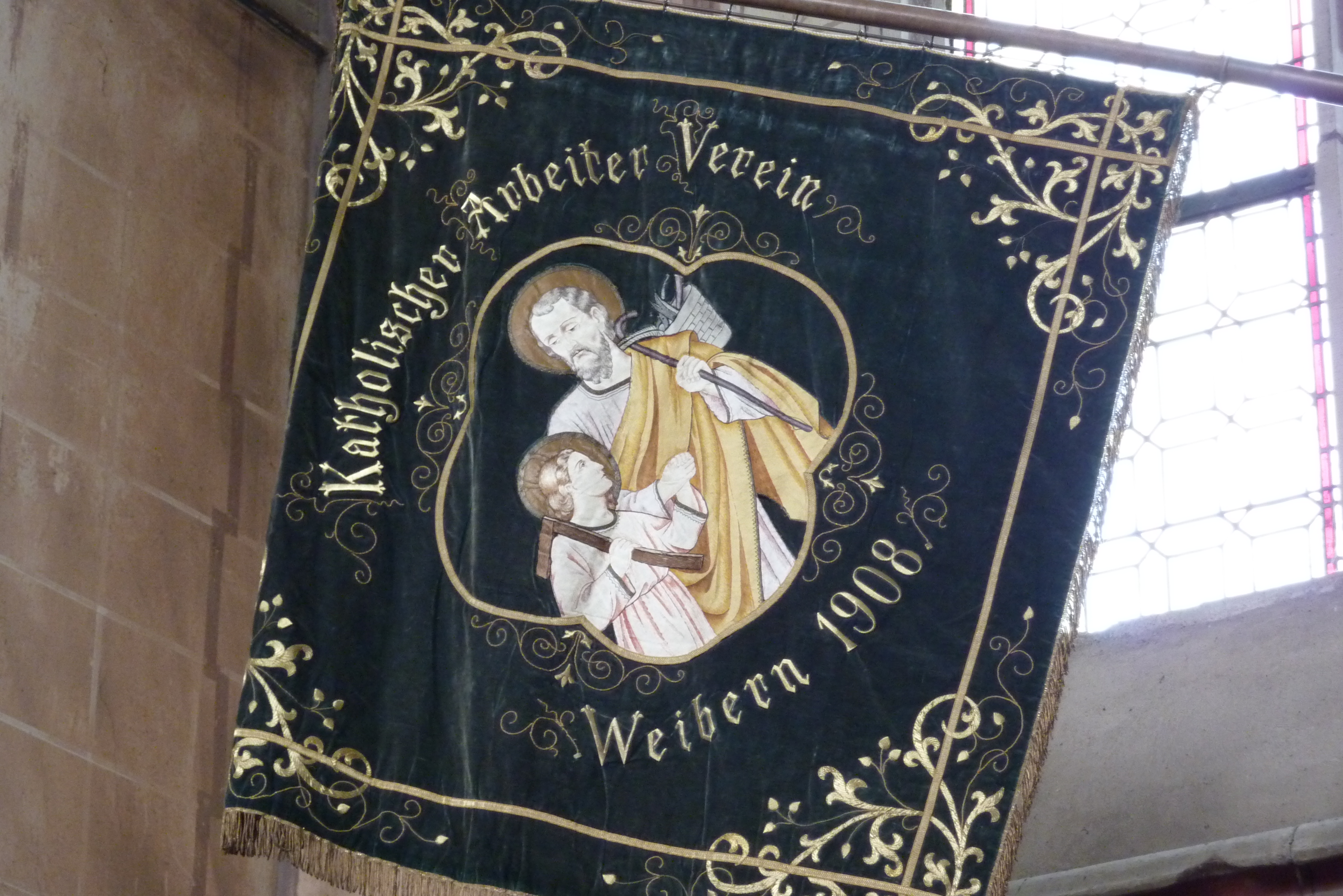
Fahne des katholischen Arbeitervereins Weibern 1908 mit der Abbildung des hl. Josef, des Arbeiters als Schutzpatron

Die Katholischen Arbeitervereine waren im 19. Jahrhundert entstandene, vom Klerus geleitete Laienorganisationen. Sie werden auch als Katholische Arbeiterbewegung (KAB) bezeichnet. Nach dem Zweiten Weltkrieg knüpfte die Katholische Arbeitnehmerbewegung an diese Tradition an. Außer in Deutschland gab es in verschiedenen europäischen Ländern katholische Arbeitervereine, darunter in der Schweiz und in Österreich.
Die Arbeitervereine in Deutschland waren zunächst geistlich dominiert und dienten primär zur Absicherung des katholischen Milieus im Prozess der Industrialisierung. Neben geistlicher Betreuung und Einbindung der Arbeiter in die Pfarrgemeinden gab es Selbsthilfeeinrichtungen verschiedener Art. Die materielle und politische Interessenvertretung gehörte zunächst nicht zu den Aufgaben der Vereine. Dennoch wurden sie um die Jahrhundertwende in den Gewerkschaftsstreit im katholischen Deutschland miteinbezogen und gespalten. Während der Weimarer Republik nahmen die Vereine auch Stellung zu sozial- und wirtschaftspolitischen Fragen. Sie standen weitgehend auf Seiten der Republik. Die Zeit des Nationalsozialismus konnten sie teilweise als entpolitisierte Vereine überstehen. Der westdeutsche Teilverband wurde weder zerschlagen noch gleichgeschaltet. Insbesondere aus diesem Verband beteiligten sich führende Vertreter der Vereine am Widerstand.

## Vorgeschichte

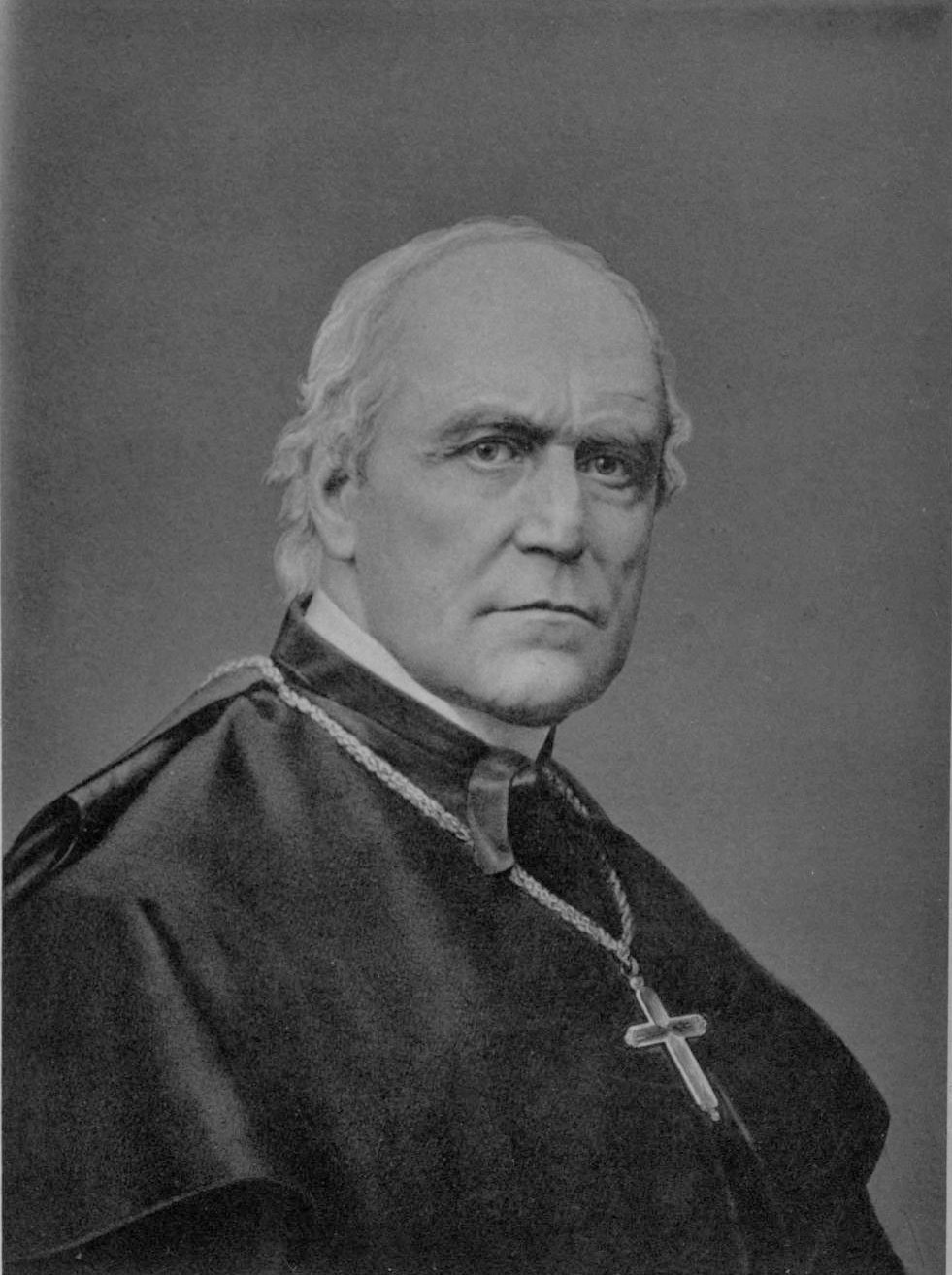
Wilhelm Emmanuel von Ketteler setzte sich früh für die Gründung von katholischen Arbeitervereinen ein (Fotografie um 1870)

Erste Anregungen, katholische Arbeitervereine zu gründen, gehen unter anderem auf die Fabrikrede des Abgeordneten Franz Joseph von Buß aus dem Großherzogtum Baden im Jahr 1837 zurück. Im Jahr 1847 forderte Peter Reichensperger die Eigeninitiative der Arbeiter auf sozialpolitischem Gebiet und empfahl die Gründung von Arbeitervereinen. Wichtig wurde die Schrift von Wilhelm Emmanuel von Ketteler aus dem Jahr 1864 Die Arbeiterfrage und das Christentum. Auch Ketteler schlug darin Zusammenschlüsse von Arbeitern vor. Auf verschiedenen Katholikentagen warb Ketteler für Arbeitervereine. Der Katholikentag von 1869 von Düsseldorf stimmte ihm darin bei.
Erste katholische Arbeitervereine entstanden in der Zeit der Revolution von 1848. Ein erster wurde 1847 in Regensburg gegründet. Nach anderen Angaben entstand dieser als Unterstützungsverein Hl. Josef, der Arbeiter erst 1849/1850 als Teilorganisation des örtlichen Piusvereins. Es folgten Nürnberg und andere süddeutsche Städte. Diese ersten Ansätze konnten sich nicht lange halten. Gesellenvereine entstanden seit den 1840er Jahren. Unter dem Einfluss Adolph Kolpings erlebten diese seit den 1850er Jahren einen Aufschwung. Seit den 1850er Jahren entstanden insbesondere im Ruhrgebiet, aber auch am Niederrhein und im Saarland katholische Knappenvereine und Arbeitervereine. Allerdings konnten auch diese sich meist nicht halten.
Auf Anregung nicht zuletzt von Ketteler entstanden christlich-soziale Vereine, die ihren Höhepunkt in den 1870er und 1880er Jahren erlebten. Allein im Ruhrgebiet hatten sie Mitte der 1870er Jahre 30.000 Mitglieder. Die christlich-sozialen Arbeitervereine waren grundsätzlich überkonfessionell, organisierten aber in der Regel Katholiken. Die Vereine hatten durchaus gewerkschaftsähnliche Züge, lehnten etwa Streiks nicht ab. Damit unterschieden sie sich deutlich von den späteren katholischen Arbeitervereinen. Sie litten zum einen unter den Auswirkungen des Kulturkampfes. Zum anderen verengte das Sozialistengesetz auch ihren Spielraum, so dass sie bald an Bedeutung verloren.

## Zeit des Kaiserreichs

### Anfänge

Franz Hitze beteiligte sich maßgeblich an der Gründung der Arbeitervereine und konzipierte ihre Programmatik

In den 1870er Jahren erfuhr die Vereinsbewegung, gefördert von christlich-sozialen Geistlichen, einen Aufschwung. Unterstützung fanden die Arbeitervereine durch den von katholischen Unternehmern mit Franz Brandts an der Spitze 1880 gegründeten Verband Arbeiterwohl und dessen Generalsekretär Franz Hitze.
Die Arbeitervereine standen in einer doppelten Frontstellung gegen den kulturkämpferischen Protestantismus und gegen die zunehmend kirchenkritische Sozialdemokratie. Auch vor diesem Hintergrund waren die Arbeitervereine strikt katholisch ausgerichtet. Von Anfang an bestanden unterschiedliche Auffassungen über Ziel und Aufgaben. Es existierten geistliche, sozialreformerische oder gewerkschaftliche Tendenzen. Anfangs gab es in der Kirche noch Widerstände. Noch in den 1880er Jahren hieß es, dass die Arbeiter „immer eingedenk sein“ sollten, „dass sie den vollen, wahren Lohn für ihre Arbeit und Mühe nicht auf dieser Welt […] zu erwarten haben.“ Der Arbeiter solle „im Geist der Buße, des Gehorsams und der Demut sein Joch tragen“ und „bei der Besserung seines Standes an sich selbst anfangen. Sparsamkeit, Fleiß, Mäßigung und ein religiöses, stilles Leben geben eine innere Zufriedenheit“.
Papst Leo XIII. hatte 1884 in seiner Enzyklika Humanum genus, die sich gegen die Freimaurerei richtete, zur Bildung von Arbeitervereinen angeregt. In Deutschland rief Franz Hitze auf dem Katholikentag im selben Jahr zur Gründung von Arbeitervereinen auf. Er legte dort Grundzüge für die Organisation katholischer Arbeitervereine vor. Dabei hat er nicht zuletzt eine antisozialdemokratische Zielsetzung betont: „Nur die Religion mit ihrer Macht über die Gemüter und Leidenschaften […] schütze gegen sozialdemokratische Verführung. Die Sozialdemokratie müsse isoliert und Organisation gegen Organisation gestellt werden.“ Allerdings hat er die sozialdemokratische Bewegung nicht nur als Verirrung betrachtet, denn „sie erwache aus den Notständen unseres Volkes.“ Hitze setzte sich auch auf den Katholikentagen von 1886 und 1889 für die Errichtung von Arbeitervereinen ein.
In der Folge entstanden viele derartige Vereine. Im Jahr 1889 bestanden 168 Arbeitervereine, 51 Knappenvereine, 26 Arbeiterinnenvereine sowie 37 Vereine für jugendliche Arbeiter mit zusammen etwa 60.000–65.000 Mitgliedern.
Weiteren Auftrieb erhielten die Vereine 1890 durch die Enzyklika Rerum Novarum, in der sie von der Kirchenspitze offiziell anerkannt und befürwortet wurden. Hinzu kam ein entsprechender Hirtenbrief der deutschen Bischöfe. Förderlich war auch die Gründung des Volksvereins für das Katholische Deutschland 1890.

### Aufgaben und Selbstverständnis

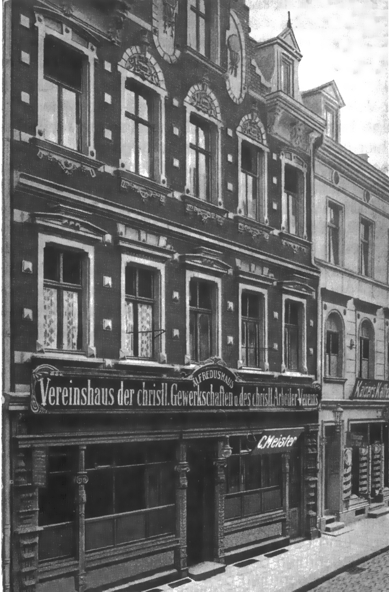
Alfredushaus in Essen, Sitz der örtlichen christlichen Gewerkschaften und des Arbeitervereins

Das zentrale Ziel war die Erziehung der Arbeiter „von der Klasse zum Stand“. Diese berufsethische Programmatik war als Gegenentwurf zum sozialistischen Klassenkampf gedacht. Die Abwehr des Sozialismus war ein wichtiges Motiv für die Gründung der Vereine. Insgesamt ist eine Ähnlichkeit zu den Gesellenvereinen Kolpings zu erkennen.
Neben dem Standesgedanken spielte die Seelsorge an den Arbeitern eine wichtige Rolle. Für die Vereine war die Pflege des religiösen Lebens und der gemeinsame Empfang der Sakramente wichtig. Die Geselligkeit war stark katholisch geprägt. Dabei ist die Bedeutung dieses religiösen Aspektes und der Einfluss der Priester in der Forschung nicht ganz eindeutig. Gerhard A. Ritter/Klaus Tenfelde sprechen von Konflikten zwischen geistlichem Anspruch und emanzipatorischen Interessen. Benjamin Ziemann spricht von einem schleichenden Prozess der Säkularisierung der Vereine. Bereits in den 1890er Jahren beklagten Pfarrer aus Dortmund die Vergnügungssucht und die unwürdigen Reden in den Arbeitervereinen. Es war von „Vereinsmeierei“ und der „Vernachlässigung der Christenlehre“ die Rede. Ähnliches ist auch aus anderen Regionen wie dem eher ländlichen Sauerland bekannt. Während der Weimarer Republik nahmen die Klagen der Geistlichen über die wachsende Bedeutung von weltlichen Festen noch zu. Die These einer schleichenden Säkularisierung wird von anderen wie Josef Mooser etwa mit Blick auf die starke Stellung der Geistlichen relativiert. Eine neuere Regionalstudie zu den Arbeitervereinen im Ruhrgebiet kommt hingegen zu dem Schluss, dass „die Grenzen der priesterlichen Macht und die Einflussmöglichkeiten der Vereinsmitglieder“ nicht übersehen werden dürfen.
Es gab im Vereinsleben Veranstaltungen zur religiösen Erbauung, kirchliche und allgemeine Bildungsangebote. Wichtig war auch die genossenschaftliche Selbsthilfe und die Einrichtung von Unterstützungskassen. Es wurden Arbeitsnachweise eingerichtet und Fachunterrichtskurse angeboten. Viele Arbeitervereine hatten bis zum Ende der Weimarer Republik auch Spar-, Kranken- und Sterbekassen sowie Bibliotheken. Einige hatten sogar Konsumvereine und Volksbüros. An Stelle von lokalen Kassen traten zunehmend Verbandskassen. Es wurde auch Rechtsberatung etwa in Berufsfragen angeboten. Von großer Bedeutung gerade in dieser Hinsicht waren hauptamtliche Arbeitersekretäre. Im süddeutschen Verband entstanden etwa bis zum Ersten Weltkrieg 27 Arbeitersekretariate.
Von den Vereinen wurden Anregungen an die Gemeindeverwaltungen oder an Arbeitgeber weitergeleitet. Dies hatte aber Grenzen. Das Vereinsrecht schloss eine politische Betätigung aus. Auch verstanden sich die Arbeitervereine nicht als Vertretung materieller Arbeiterinteressen. Dieses Feld überließen sie den seit den 1890er Jahren entstehenden christlichen Gewerkschaften. Hitze hatte die Arbeitervereine als eine Art Vorstufe zu den Gewerkschaften verstanden.

### Organisation

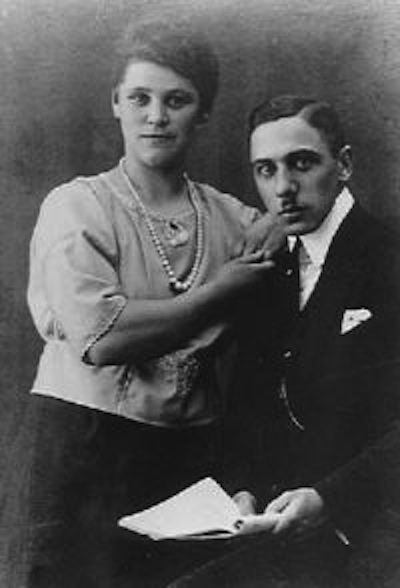
Nikolaus und Elisabeth Groß um 1912

Im Gegensatz etwa zu den evangelischen Arbeitervereinen und älteren Organisationsversuchen waren in den Arbeitervereinen fast nur Arbeiter selbst organisiert. Sozial orientierte Bürgerliche wurden nicht aufgenommen und für Handwerker gab es die Gesellenvereine.
Die Vereine entstanden auf Basis der Pfarreien. An der Spitze stand ein örtlicher Geistlicher als Präses. Berufen wurde dieser vom zuständigen Bischof. Bei den ersten Vereinen gab es noch keinen gewählten Vorstand. Es bestand ein Schutzvorstand oder Ehrenbeirat aus örtlichen Honoratioren. Dies änderte sich unter dem Einfluss des Volksvereins. Nun gab es neben dem Präses einen regelrechten Vorstand. Aus den Mitgliedern des Vereins wurden die Vorstandsmitglieder gewählt. Ihre jeweilige Funktion wurde ihnen vom Geistlichen zugewiesen. Vorsitzender und Vizepräses war ein gewählter Arbeiter. Hinzu kamen Kassierer, Schriftführer und Beisitzer. Die Präsidesverfassung stand im gewollten Widerspruch zum liberalen Prinzip der Gleichheit aller Vereinsmitglieder. Das demokratische Mehrheitsprinzip sollte gemildert werden. Nur eine geistliche Leitung schien Schutz vor Abirrungen der Vereine zu bieten.
Diese „roten Kapläne“ spielten für den Erfolg der Vereine eine wesentliche Rolle. Von ihrem Engagement und ihrem Mut hing es ab, ob die Arbeiter in den Vereinen – über die religiöse Bildung und Identität hinaus – auch eine soziale Identität als Arbeiter entwickeln konnten. Allerdings sahen viele Geistliche die Vereine vor allem als wichtige Faktoren der Laienseelsorge an. Die Vereine dienten nicht zuletzt zur Einbindung der Arbeiter in die Pfarreien.
Seit 1891 begannen sich die Vereine auf regionaler Ebene zusammenzuschließen. Unterhalb der Regionalverbände gab es Diözesan- und Bezirksverbände auf der Ebene der Dekanate. An der Spitze der Diözesanverbände, die als Hauptverbände bezeichnet wurden, stand ein Diözesanpräsides. Auch dieser wurde vom Ortsbischof ernannt.
Der organisatorische Schwerpunkt der Arbeitervereine lag in Westdeutschland. Mehr als die Hälfte aller Mitglieder gehörte dem westdeutschen Verband an. Daneben bildete sich ein süddeutscher Verband, der Verband der katholischen Arbeitervereine mit Sitz in Berlin, ein ostdeutscher Verband sowie die Diözesenverbände der Erzdiözese Freiburg und der Diözese Rottenburg („Landesverband der katholischen Arbeiter- und Arbeiterinnenvereine Württembergs.“) Die katholischen polnischen Vereine blieben den Verbänden fern.
Die Regionalverbände und die Arbeitervereine Badens und Württembergs schlossen sich ohne die Richtung Berlin 1911 zu einem „Kartellverband katholischer Arbeitervereine West-, Süd- und Ostdeutschlands“ zusammen. Die Zahl der Mitglieder betrug 1914 etwa 500.000. Unabhängig blieben der 1903 gegründete „Bezirksverband der katholischen Arbeiterverbände“ in Saarbrücken sowie zwei Verbände für Seeleute und Schiffer.
Zwar gab es schon seit längerem auch Arbeiterinnenvereine. Diese schlossen sich aber meist später mit denen der Arbeiter zusammen. Im Jahr 1905 gründete sich der „Verband katholischer Vereine der erwerbstätigen Frauen und Mädchen Deutschlands“, dieser vertrat die wirtschaftsfriedlichen Positionen der Berliner Richtung. Im Jahr 1906 entstand der „Verband süddeutscher katholischer Arbeiterinnenvereine“. Erst 1917 wurde der „Verband katholischer Arbeiterinnenvereine Westdeutschlands“ gegründet.

#### Süddeutscher Verband

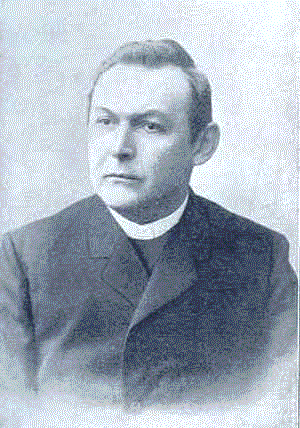
Lorenz Huber

Der erste Regionalverband entstand in Süddeutschland mit Sitz in München. Der Organisation gehörten zunächst nur Vereine aus Bayern und dem Erzbistum Salzburg an. Hinzu kamen einige Vereine aus den Diözesen Freiburg und Rottenburg. Um 1900 waren die Vereine unterhalb der Verbandsebene in Diözesan- und Bezirksverbände gegliedert. Verbandspräses war der Geistliche Lorenz Huber aus München. Dieser gab auch das Verbandsblatt Der Arbeiter heraus. Ihm folgte 1904 Carl Walterbach.
Im Gründungsjahr hatte der Verband 27 Vereine und 6.000 Mitglieder. 1894 waren es 56 Vereine mit 11.625 Mitgliedern. Zur Jahrhundertwende waren es 372 Vereine mit fast 60.000 Mitgliedern. Kurz vor dem Ersten Weltkrieg hatte der Verband 114.000 Mitglieder in 1041 Vereinen.
Die Arbeitervereine in Bayern sind relativ gut erforscht. Dort konnten mit Landarbeitern und Frauen Gruppen organisiert werden, die etwa von der sozialistischen Arbeiterbewegung nicht erreicht wurden. Diese oft ländlichen Arbeitervereine unterschieden sich durch antikapitalistische Zielvorstellungen von den eher sozialreformerischen Vereinen in den industriellen Ballungsräumen in Westdeutschland.

#### Berliner Richtung und Ostdeutscher Verband
Die mittel- und ostdeutschen Verbände aus Berlin, Brandenburg, Pommern und Schlesien schlossen sich 1897 zum „Verband katholischer Arbeitervereine Nord- und Ostdeutschlands“ zusammen. Einige Jahre später nannte sich diese Organisation Verband der katholischen Arbeitervereine – Sitz Berlin. Damit lehnte der Verband eine regionale Abgrenzung ab und machte deutlich, dass er auch in den Bereichen anderer Verbände tätig werden wollte. Dies war eine Folge des Gewerkschaftsstreits im katholischen Milieu. In diesem Zusammenhang schlossen sich dem Verband die meisten Vereine der Diözese Trier an. Teilweise verstreut hatte der Verband Vereine in vierzehn Diözesen vornehmlich in Nordostdeutschland. Die Berliner Richtung hatte in der Spitze 130.000 Mitglieder.
Als Folge des Gewerkschaftsstreits spaltete sich 1910 ein ostdeutscher Verband der katholischen Arbeitervereine mit Sitz in Breslau und später in Neiße von der Berliner Richtung ab. Er hatte aber vor dem Ersten Weltkrieg nur etwa 14.000 Mitglieder und gewann erst während der Weimarer Republik an Bedeutung.

#### Westdeutscher Verband

August Pieper war zeitweise Vorsitzender des Westdeutschen Verbandes und eine Schnittstelle zum Volksverein für das katholische Deutschland

Angesichts des hohen Industrialisierungsgrades kam es in Westdeutschland erst spät zu einem Zusammenschluss. Ein Grund war, dass man längere Zeit befürchtete, dass ein solcher Verband vom Staat aufgelöst werden könnte. Andererseits gab es innere Gegensätze. Es gab eine Kölner Richtung, die antikapitalistisch und traditionalistisch ausgerichtet war. Daneben gab es die fortschrittlichere Strömung um die Zentrale des Volksvereins in Mönchengladbach um Hitze und August Pieper (Mönchengladbacher Richtung). Auch gab es noch Reste der alten christlich-sozialen Vereine. Es gab zwar Kontakte der Präsides der Arbeitervereine untereinander. Aber erst 1899 wurde im Erzbistum Köln ein erster Diözesanverband gegründet.
Der 1903/1904 gegründete Verband der katholischen Arbeiter- und Knappenvereine Westdeutschlands, hatte 1913 220.000 Mitglieder. 1912 gab es allein in diesem Bereich 1.041 Vereinen. Er umfasste die Diözesanverbände Köln, Paderborn, Münster, Osnabrück, Hildesheim, Limburg, Mainz und Fulda. Mit dem Niedergang der Berliner Richtung schlossen sich die Vereine aus der Diözese Trier Ende der 1920er Jahre dem Westdeutschen Verband an. Vorsitzender wurde August Pieper. Einige Zeit später folgte Pfr. Otto Müller.
Der Verband gab seit 1898 mit der westdeutschen Arbeiterzeitung ein verbreitetes Wochenblatt heraus. Der Untertitel lautete Für die Interessen der arbeitenden Stände. Redakteur war Johannes Giesberts. Kurze Zeit später kam Joseph Joos hinzu, der Giesberts auch ablöste, als dieser in den Reichstag gewählt wurde. Die Zeitung hatte anfangs eine Auflage von 1200 Exemplaren. Innerhalb von fünfzehn Jahren konnte sie die Auflage auf 120.000 Exemplaren steigern.
Die stärksten Berufsgruppen im Westdeutschen Verband stellten Eisen- und Metallarbeiter sowie die Bergarbeiter. Otto Müller gab an, dass die Arbeitervereine etwa ein Drittel der katholischen Arbeiter erreicht hätten. Aber dies dürfte zu hoch gegriffen sein, zumal es große Unterschiede gab. In einer katholischen Region wie dem ehemals kölnischen Sauerland war nur eine Minderheit der Arbeiter in den Arbeitervereinen organisiert. Immer wieder gab es Klagen über die organisatorische Schwäche. In kleineren Industrieorten waren dabei die Vereine gemessen an der Bevölkerungszahl stärker vertreten als in den gewerblichen Zentren. Organisiert wurden eher ältere und qualifizierte Arbeiter, während es ihnen schwer fiel, die gering qualifizierten Beschäftigten und die von starker Fluktuation geprägten Berufsgruppen zu erfassen. Die Vereine integrierten nicht so sehr Zuwanderer, sondern trugen zur Stabilisierung des katholischen Milieus bei.

### Gewerkschaftsstreit

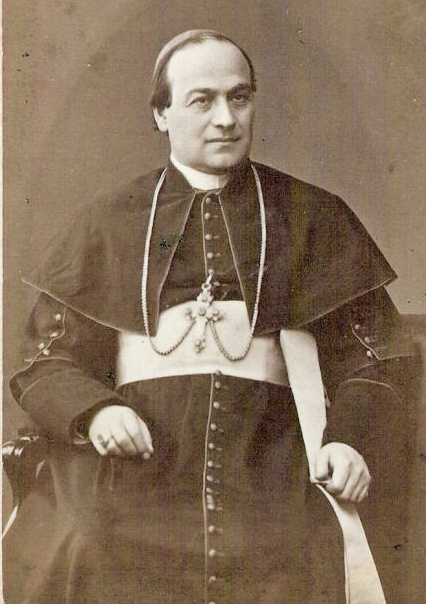
Bischof Michael Felix Korum war einer der Hauptvertreter der Integralisten während des Gewerkschaftstreits

Als 1899 der Gesamtverband der christlichen Gewerkschaften gegründet wurde, waren daran neben den wenigen bereits bestehenden christlichen Gewerkschaften, wie dem seit 1894 existierenden christlichen Bergarbeiterverband, auch Delegierte der katholischen und evangelischen Arbeitervereine beteiligt. Hinzu kamen aus Berlin und Süddeutschland Vertreter des Vereins Arbeiterschutz. Dieser war ein in enger Verbindung mit den katholischen Arbeitervereinen gegründeter, konfessionell und politisch neutraler Standesverein. Der Gewerkschaftsgründung vorausgegangen waren Veränderungen innerhalb der Arbeitervereine. Es wurde die Gründung von Fachabteilungen ermöglicht. Erste Fachabteilungen waren 1892 in Süddeutschland gegründet worden. Franz Hitze hatte Leitsätze zu Fachabteilungen mit einer gewerkschaftlichen Programmatik entworfen, ohne dass dies nachhaltige organisatorische Konsequenzen gehabt hätte. Dies macht aber deutlich, dass das Interesse an einer ökonomischen Interessenvertretung gewachsen war.
Strittig war zunächst, ob man katholische oder interkonfessionelle Organisationen gründen wollte. Matthias Erzberger, der in Süddeutschland in der katholischen Arbeitervereinsbewegung aktiv war, August Brust und Hitze plädierten für interkonfessionelle Organisationen. Diese Haltung setzte sich durch.
Innerhalb des katholischen Lagers gab es dagegen erhebliche Widerstände, die als Gewerkschaftsstreit bekannt geworden sind. Besonders bekämpft wurde die Interkonfessionalität von den katholischen Arbeitervereinen, Sitz Berlin. Diese organisierten vor allem die katholischen Arbeiter in den Diasporagebieten im östlichen Deutschland, wo der Gegensatz zur evangelischen Kirche besonders stark ausgeprägt war. Sie waren integralistisch ausgerichtet und lehnten eine Hinwendung zum säkularen Staat, zum marktwirtschaftlichen System und zu einer pluralistischen Gesellschaft ab. Sie meinten, dass auch weltliche Dinge auf kirchlicher Grundlage geregelt werden müssten.
Während sich die west- und süddeutschen Teilverbände für die christlichen interkonfessionellen Gewerkschaften aussprachen, lehnte die Berliner Richtung unter Einschluss der Arbeitervereine des Bistums Trier dies ab und bestand auf einer wirtschaftlichen Interessenvertretung durch die Fachabteilungen innerhalb der Arbeitervereine. Sie entschieden sich 1902 zur Einführung dieser Fachabteilungen. Dabei lehnte die Berliner Richtung den gewerkschaftlichen Kampf ab und versuchte die Interessen der Arbeiter auf dem Verhandlungswege umzusetzen. Eine nennenswerte Bedeutung erreichten die Fachabteilungen nie. Unterstützung fand diese Position bei dem Trierer Bischof Michael Felix Korum und dem Erzbischof von Breslau, Georg von Kopp, sowie bei integralistischen römischen Kreisen. Die übrigen deutschen Bischöfe waren für christliche Gewerkschaften oder verhielten sich neutral.
Der interne Streit belastete und schwächte die katholische Arbeitervereinsbewegung. Er dauerte lange an und konnte nur durch Entscheidungen an höchster kirchlicher Stelle beigelegt werden. Die Enzyklika Singulari quadam von 1912 ließ zwar eine Vorliebe für die Fachabteilungen erkennen, hat aber die christlichen Gewerkschaften faktisch akzeptiert. Benedikt XV. wies die Beteiligten kurz nach Beginn des Ersten Weltkrieges an, den Streit beizulegen. Eine wirkliche Einigung zwischen der Berliner Richtung und den übrigen Verbänden kam jedoch nie zustande. Die Berliner Richtung verlor immer mehr an Bedeutung und musste sich 1931 auflösen. Im selben Jahr wurde das Problem durch die Enzyklika Quadragesimo anno beigelegt.

### Anfänge der Politisierung
Der „Emanzipationskampf für die wirtschaftliche, politische und gesellschaftliche Gleichberechtigung der Arbeiter“, wie Hitze inzwischen den Aufgabenbereich der Vereine definierte, benötigte politische Einflussmöglichkeiten. Die Vereine des Westdeutschen Verbandes richteten „staatsbürgerliche Schulungen“ ein. Damit sollten die Mitglieder für die politische Arbeit außerhalb der Vereine geschult werden. Otto Müller gehörte 1908 zu den Gründern der politischen Komitees. In diesen waren die Arbeitersekretäre, Funktionäre der christlichen Gewerkschaften, Mandatsträger aus dem Umfeld von Vereinen und Gewerkschaften zusammengeschlossen. Die Komitees unterstützten die Zentrumspartei und vertrat ihn dieser die Interessen der Arbeiter. Kurz vor Beginn des Ersten Weltkrieges gehörten 2602 Mitglieder der Arbeitervereine lokalen Vorständen der Zentrumspartei an und 973 waren Mitglied in einer Stadt- oder Gemeindevertretung.
Die Arbeitervereine unterstützten die Burgfriedenspolitik während des Ersten Weltkrieges. Die politischen Komitees der Arbeitervereine gewannen in dieser Zeit an Bedeutung. Die Komitees, die sich schon vor dem Krieg in Westdeutschland und in Bayern regional zusammenschlossen, wurden zu Zentren der innerparteilichen Opposition in der Zentrumspartei und wandten sich etwa gegen die Abkehr der Partei von der Forderung nach einem demokratischen Wahlrecht in Preußen. Sie forderten seit 1917 das gleiche Wahlrecht in Preußen und organisierten im Juni 1918 eine große Protestversammlung. Pfr. Otto Müller wurde daraufhin vom Kölner Erzbischof Felix von Hartmann aus seinem Amt als Kölner Diözesanpräses entlassen. Schon 1914 war ihm die Leitung des Kölner Arbeiterinnenvereins entzogen worden, weil er sich gegen die Entpolitisierung des Vereins durch ein neues Statut gewandt hatte. August Pieper legte nach der Entlassung Müllers als Diözesanpräses sein Amt als Verbandsvorsitzender aus Protest nieder. Der Verband wählte Müller demonstrativ zu dessen Nachfolger. Weil Hartmann den Konflikt nicht eskalieren lassen wollte, bestätigte er diese Wahl. Wie andere Vereine auch litten die katholischen Arbeitervereine unter den Einberufungen und der hohen Zahl der Gefallenen. Die Vereine verloren so bis zu einem Drittel der Mitglieder.

## Weimarer Republik

### Programmatische Neuausrichtung

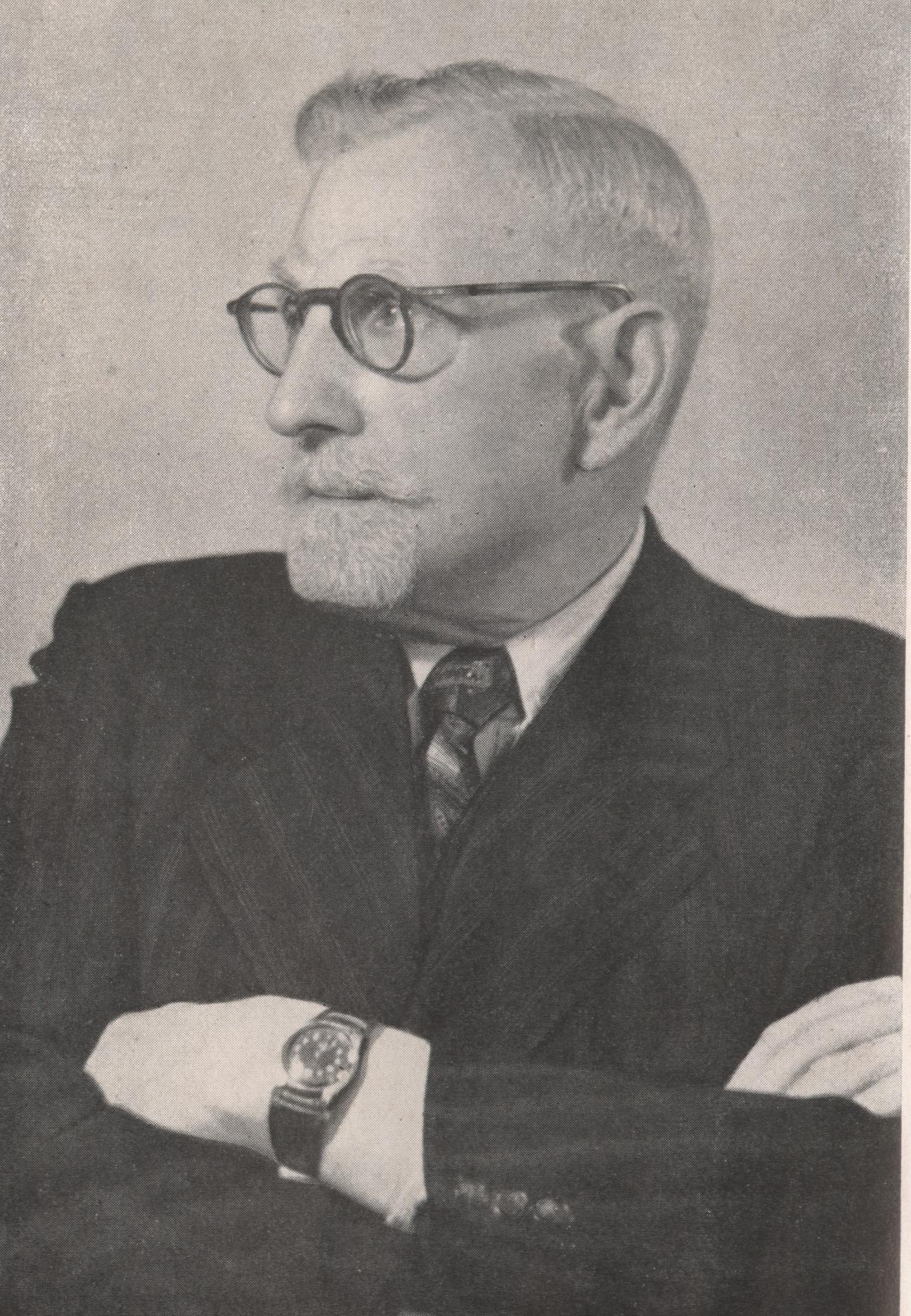
Joseph Joos war der einflussreichste Laie in der Arbeitervereinsbewegung zur Zeit der Weimarer Republik

Anders als in der Vorkriegszeit nahmen die Arbeitervereine während der Weimarer Republik Stellung zu sozial- und wirtschaftspolitischen Themen. Dies fand auch Niederschlag in dem neuen Würzburger Programm von 1921. Dieses hatte antikapitalistische Elemente. So hieß es, dass die liberal-kapitalistische Wirtschaftsordnung unhaltbar sei. Es wurde Kritik an der Vermögensverteilung geübt und das Programm forderte eine am Gemeinwohl orientierte Besitzordnung. Auch sah das Programm die Sozialisierung von bestimmten Wirtschaftsbereichen vor. Es wurde auch die Forderung nach dem Ausbau der „Arbeits- und Ertragsgemeinschaft zwischen Arbeitnehmern und Arbeitgebern verankert.“
Im Jahr 1928 hielt Bernhard Letterhaus eine programmatische Rede zur Wirtschaftsordnung. In dieser lehnte er sowohl den Kapitalismus wie den Sozialismus ab und forderte unter anderem eine Betriebs- und Wirtschaftsdemokratie sowie den „Mitbesitz der Arbeiter an der Wirtschaft.“ Außerdem verlangte er ein „garantiertes Recht auf Mitbestimmung und Mitgestaltung in Betrieb und Wirtschaft“ sowie Maßnahmen „zur Durchsichtigmachung von Unternehmen und Betrieben, paritätische Ausgestaltung öffentlich-rechtlicher Vertretungen in Handel und Gewerbe.“ Er forderte des Weiteren eine „planvolle Wirtschaftspolitik“ und eine „bessere Verteilung vorhandener Güter“. Trotz derartiger Äußerungen blieben die Arbeitervereine weiter auf Distanz zur SPD. Die Gegensätze betrafen vor allem Unterschiede in der Familien- und Kulturpolitik. Auf Grund der gegensätzlichen Weltanschauungen ließ sich diese Kluft nicht überwinden.

### Organisation

Hermann Joseph Schmitt war Generalsekretär des Reichsverbandes der Arbeitervereine

Während der Weimarer Republik festigten sich die Arbeitervereine organisatorisch. Ein Reichsverband der katholischen Arbeiter- und Arbeiterinnenvereine wurde 1927 gegründet. Er gliederte sich in einen westdeutschen, einen süddeutschen und einen ostdeutschen Hauptverband. Dem folgte 1928 die Einrichtung eines Generalsekretariats unter Leitung von Hermann Joseph Schmitt. Dieses ermöglichte die gemeinsame Interessenvertretung der Verbände bei den Reichsbehörden, ohne das damit die Eigenständigkeit der Verbände beseitigt worden wäre. Vorsitzende waren gleichberechtigt Otto Müller und Carl Walterbach. Letzterer musste 1933 wegen des Zusammenbruchs der Volkshochschule Leo-Haus in München zurücktreten. Im westdeutschen Verband wurde Bernhard Letterhaus Verbandssekretär. Unter Leitung von Joseph Joos und ab 1927 von Nikolaus Groß hatten die Arbeitervereine mit der Westdeutschen Arbeiterzeitung ein qualitativ hochwertiges Verbandsblatt. Der westdeutsche Verband verlegte seinen Sitz von Mönchengladbach ins Kettelerhaus in Köln. Jugendliche wurden ab 1925 vor allem in Westdeutschland in Werkjugendgruppen organisiert. Es gab am Ende der Republik etwa 439 Werksjugendgruppen mit 27.000 Mitgliedern.
Seit 1918 hatte es eine von Adam Stegerwald angestoßene Debatte über die Stärkung der Laien in den Vorständen gegeben. Unterstützt wurde dies von Otto Müller, der die „absolute Monarchie“ der Präsides nicht vereinbar mit der Demokratie hielt. Er strebte durch Beitragserhöhungen auch eine höhere Einstellung von Arbeitersekretären an. Es wurde argumentiert, dass Republik Selbstverwaltung bedeute und Funktionäre mit den notwendigen Kompetenzen benötigte. In Versammlungen zu wirtschaftlichen oder politischen Fragen hatte im westdeutschen Verband nun ein Laie den Vorsitz, nicht mehr der Präsides. Im Jahr 1927 vereinheitlichte der Reichsverband die Organisation. Zwar kam es zu einer gewissen Aufwertung der Laien mit einer Wahl des Laienvorsitzenden, aber der Präsides behielt eine starke Stellung. Nur in den beschließenden Gremien auf den unteren beiden Ebenen hatten die Mitglieder oder ihre gewählten Vertreter eine Mehrheit. Auf den höheren Ebenen war zudem die Antragsberechtigung häufig beschränkt. Das Verbandssystem orientierte sich weiterhin an Modellen einer vordemokratischen Mitbestimmungsorganisation.

### Mitgliederstruktur
| Jahr | Westdt. Verband | Reichsebene |
| ---- | --------------- | ----------- |
| 1910 | 171.000         | –           |
| 1911 | 190.000         | –           |
| 1912 | 203.000         | –           |
| 1913 | 220.000         | 322.000     |
| 1916 | 187.000         | –           |
| 1917 | 174.000         | –           |
| 1920 | 190.000         | –           |
| 1921 | 186.000         | –           |
| 1927 | 196.000         | –           |
| 1928 | 197.000         | 297.400     |
| 1929 | 193.000         | –           |
| 1930 | 192.000         | 324.000     |
| 1931 | 190.000         | –           |
| 1932 | 192.000         | 327.300     |

Die Mitgliederzahlen hatten 1913 mit über 462.000 ihren Höchststand erreicht. Große Verluste brachte der Krieg. Nach einer Zeit der Erholung führten die Auswirkungen der Inflation zu einem erneuten Mitgliederrückgang und belasteten die Finanzkraft der Organisationen. Zahlreiche Arbeitersekretariate insbesondere in den kleineren Verbänden mussten geschlossen werden. Der Mitgliederrückgang war höher als während des Krieges. Die Mitgliederzahlen konnten sich aber in der zweiten Hälfte der 1920er Jahre wieder erholen. Ausnahme war der Berliner Verband, dessen Bedeutung auf Dauer zurückging. Dieser hatte vor dem Krieg über 130.000 Mitglieder, während diese Zahl bis 1931 auf etwa 7.000 geschrumpft war. Insgesamt konnte vielerorts der Stand vor der Inflation wieder erreicht werden. Nur selten jedoch kam man an die Höchststände vor dem Krieg heran.
Der Reichsverband hatte 1929 380.000 Mitglieder. Insgesamt waren damit von über 4,3 Millionen katholischen Arbeitern nur etwa 7,5 % im Reichsverband organisiert. Im westdeutschen Verband lag der Organisationsgrad mit über 9 % über dem Reichsdurchschnitt. Diese Werte konnten in Hochburgen noch deutlich höher sein. Für das Ruhrgebiet wird geschätzt, dass 1925 etwa 17 % der katholischen Arbeiter einem Arbeiterverein angehörten. In stark katholisch geprägten Orten konnten die Mitgliederzahlen bis zu 30 % betragen.
Von der Gesamtmitgliedschaft gehörten fast 60 % dem westdeutschen Verband an. Es folgten der süddeutsche Verband mit 17 % und der ostdeutsche Verband mit 16 %. Deutlich kleiner waren der badische (4,8 %) und der württembergische Landesverband (3,5 %).
Der Anteil der weiblichen Mitglieder lag auf Reichsebene bei etwas mehr als 6 %. Dabei gab es aber gravierende Unterschiede. Im süddeutschen Verband betrug der Frauenanteil 22 %, in Westdeutschland dagegen nur 0,7 %. Hinsichtlich der Berufszugehörigkeit standen die Metallarbeiter mit 25,4 %, gefolgt von den Bergarbeitern (23,4 %) an der Spitze.
Ein großes Problem neben der insgesamt stagnierenden Entwicklung war der geringe Zustrom jüngerer Mitglieder, was zu einem steigenden Altersschnitt führte. Im Jahr 1932 waren mehr als die Hälfte der Mitglieder in Westdeutschland über 45 Jahre alt.

### Politische Positionen
Die Vereine waren republikanisch eingestellt. Die Arbeitervereine bildeten, wie Helga Grebing es ausdrückte, den „linken Eckpfeiler der christlichen Arbeiterbewegung in der Weimarer Republik“. Sie standen damit in einem Gegensatz zu den tendenziell eher national orientierten christlichen Gewerkschaften, die nie zu einer wirklich positiven Bewertung der Demokratie kamen. Den Versuch von Teilen der christlichen Gewerkschaften zu Beginn der Republik, eine eigene parteipolitische Vertretung zu gründen, lehnten die Arbeitervereine ab. Sie hielten an ihrer Bindung an das Zentrum fest. Wie groß der Gegensatz zwischen christlichen Gewerkschaften und katholischen Arbeitervereinen war, zeigte sich 1928, als mit Adam Stegerwald von den Gewerkschaften und Joseph Joos von den Arbeitervereinen gleich zwei Arbeitervertreter um den Posten des Parteivorsitzenden der Zentrumspartei kandidierten. Gewonnen hat diese Wahl schließlich der Prälat Ludwig Kaas.
Obwohl die Arbeitervereine grundsätzlich an ihrer Bindung zur Zentrumspartei festhielten, war dies in Teilen der Mitgliedschaft nicht mehr selbstverständlich. Bereits 1922 hatten sich im Ruhrgebiet oppositionelle Gruppen in den Arbeitervereinen vom Zentrum distanziert. Diese organisierten sich als christliche Volksgemeinschaft, später Partei der christlich-sozialen Volksgemeinschaft, die bei den Maiwahlen von 1924 mehr als 124.000 Stimmen erhielt.
Die Gegnerschaft der Arbeitervereine gegenüber der NSDAP reicht bis in die Zeit vor dem Hitlerputsch 1923 zurück. Zu einer Zeit, in der kaum jemand außerhalb von Bayern von der Partei gehört hatte, warnte der westdeutsche Verband vor ihr. Joos schrieb in der Westdeutschen Arbeiterzeitung, der Nationalsozialismus sei keine sozialistische Partei, sondern eine „geistige Zeitkrankheit“. Die süddeutschen Verbände erklärten am Tag des Putsches eine Mitgliedschaft in ihren Reihen mit der Parteizugehörigkeit in der NSDAP für unvereinbar. Als Gründe wurden genannt: „Kirchen- und Christentumsfeindlichkeit, Antiparlamentarismus und Diktaturgelüste, Charakterlosigkeit der Führer sowie konfuse, arbeiterferne Programme“.
Als sich die Zentrumspartei zunehmend nach rechts orientierte, kam von den Arbeitervereinen und der Westdeutschen Arbeiterzeitung Widerspruch. Gegen Ende der Republik bildeten die Arbeitervereine teilweise Schutzorganisationen gegen radikale Kräfte von rechts und links. Die Verbandsführung insbesondere der westdeutschen Arbeitervereine hat die 300.000 Mitglieder systematisch für die politische Auseinandersetzung mit den politischen Extremen geschult. In zahlreichen Versammlungen, Diskussionen und in ihren Verbandsorganen sprachen sich die Vereine immer wieder gegen eine Machtergreifung Hitlers aus.
Sowohl christliche Gewerkschaften als auch die katholischen Arbeitervereine unterstützten nach der für die NSDAP erfolgreichen Reichstagswahl 1930 den Reichskanzler Heinrich Brüning. Für die Arbeitervereine war Brüning die letzte Hoffnung zur Rettung der Republik. Die Gewerkschaften hofften dagegen, dass dieser die angeblich formale Demokratie überwinden würde.
Claus Haffert zeichnete hinsichtlich des westdeutschen Verbandes ein eher widersprüchliches Bild. Danach gelang es den Arbeitervereinen nicht, sich der Kontrolle und Vormundschaft der Kirche zu entziehen. Die Vereine befanden sich in einer Doppelrolle, zum einen als kirchliche Organisation und zum anderen als Interessenvertreter der Arbeiter auch in der Zentrumspartei. Da die Organisation auf beide Ebenen Rücksicht nehmen musste, habe sie nie zu einem wirklich positiven Bekenntnis zur Republik gefunden. Am Ende der Republik hätten sich führende Vertreter der Arbeitervereine sogar autoritären Vorstellungen genähert. Innerhalb des politischen Katholizismus scheuten die Vertreter der Arbeiterparteien danach Konflikte. Nach der schweren Wahlniederlage des Zentrums bei den Reichstagswahlen von 1928 hätte es einen Entpolitisierungsprozess und eine Rückbesinnung auf geistliche Aufgaben gegeben.

### Katholische Arbeiterinternationale
Arbeitervereine gab es nicht nur in Deutschland, wenngleich sie dort am stärksten waren, sondern auch in anderen europäischen Ländern. In Österreich wurde in den 1890er Jahren eine Reichsverband katholischer Arbeitervereine gegründet. Er verfiel aber bereits um die Jahrhundertwende. In der Zwischenkriegszeit wurde die Bewegung neu belebt. Ein Beispiel eines österreichischen Vereins ist der Katholische Arbeiterverein in Fulpmes. In der Schweiz entstanden seit 1899 Arbeitervereine, die sich 1903 in einem Zentralverband zusammenschlossen. Der erste Verein entstand in St. Gallen. Sie hatten 1929 201 Sektionen mit etwas mehr als 10.000 Mitgliedern.
Insbesondere auf Betreiben von Joseph Joos wurde 1928 eine katholische Arbeiterinternationale gegründet. Diese umfasste 910.000 Mitglieder aus Deutschland, Österreich, Polen, Tschechoslowakei, Schweiz, Frankreich, Spanien, Luxemburg, Belgien und den Niederlanden. Dabei ging es um die internationale Zusammenarbeit bei der Lösung der Arbeiterfrage, aber auch um die Versöhnung der früheren Kriegsgegner. Eine nennenswerte Bedeutung konnte die Internationale vor dem Hintergrund der Weltwirtschaftskrise nicht erreichen.

## Zeit des Nationalsozialismus

### Gefährdete Existenz während der Diktatur
Die Arbeitervereine setzten sich bei den Märzwahlen 1933 noch einmal für den Erhalt der Demokratie und für die Zentrumspartei ein. Sie versuchten die Zentrumspartei von der Zustimmung zum Ermächtigungsgesetz abzubringen. Joseph Joos und Hermann-Josef Schmitt votierten in einer Probeabstimmung gegen das Gesetz. Als einige Zeit später ein vergleichbares Gesetz im preußischen Landtag zur Abstimmung stand, blieb Bernhard Letterhaus der Sitzung fern. Er sprach sich auch gegen das Reichskonkordat aus.
Nach der Zerschlagung der Gewerkschaften, von der auch die christlichen Gewerkschaften betroffen waren, blieben die Arbeitervereine als letzte legale nicht nationalsozialistische Arbeiterorganisation zurück. Unter Verzicht auf offene politische Betätigung und unter dem Schutz des Reichskonkordats konnten die Vereine weiter bestehen. Anfangs waren die Mitgliederverluste recht gering. Ein gewisser Ausgleich brachte der Anschluss von bisher nicht verbandlich organisierten Vereinen. Im Jahr 1934 gingen die Zahlen dann mit einem Minus von 8,5 % deutlich zurück. Nur ein kleiner Anteil (0,9 %) entfiel auf die (Selbst-)Auflösung von Vereinen.
Robert Ley erklärte die Arbeitervereine trotz der politischen Zurückhaltung für staatsfeindlich. Es folgte eine Kampagne mit dem Ziel, die Arbeitervereinsbewegung auszuschalten. Im Frühjahr 1934 wurde die Mitgliedschaft in den Arbeitervereinen mit der in der Deutschen Arbeitsfront für unvereinbar erklärt. Da die Mitgliedschaft in der DAF in vielen Wirtschaftsbereichen Voraussetzung für Einstellung und Beschäftigung war, gerieten die Vereinsmitglieder unter Druck. Die Auswirkungen der Kampagne werden in der Forschung unterschiedlich beurteilt. Folgt man Jürgen Aretz, blieb der größte Teil der Mitglieder den Vereinen treu. Dagegen berichtet Dirk H. Müller, dass der Mitgliederbestand teilweise um die Hälfte zurückging.
Getarnt als geistliche Unterweisung ging die Aufklärungsarbeit gegen den Nationalsozialismus weiter. Große Wallfahrten der Arbeitervereine mit bis zu 35.000 Teilnehmern hatten neben dem geistlichen Aspekt auch eine politische Demonstrationsfunktion. Das Regime begann, härter gegen die Vereine vorzugehen. Im Regierungsbezirk Münster wurden im Herbst 1935 die Arbeitervereine verboten. Die hauptamtlichen Beschäftigten der Vereine erhielten Redeverbot, die Versammlungen wurden überwacht und es kam zu zeitweisen Verhaftungen. Noch 1937 musste der Sicherheitsdienst des Reichsführers SS die Vergeblichkeit dieser Maßnahmen konstatieren. Bereits 1933 musste die Westdeutsche Arbeiterzeitung ihr Erscheinen vorübergehend einstellen. Danach haben die Redakteure versucht, zumindest zwischen den Zeilen Kritik zu äußern. Im Herbst 1938 wurde die Zeitung, inzwischen in Kettelerwacht umbenannt, verboten. Zu diesem Zeitpunkt hatte das Blatt immerhin noch eine Auflage von 80.000 Exemplaren. Kurz vor Beginn des Zweiten Weltkrieges wurden der Reichsverband katholischer Arbeitervereine und die meisten Regionalverbände aufgelöst. Von den Bischöfen, die es bei verhaltenen verbalen Protesten gegen die Auflösung der Vereine belassen hatten, verlangten die Verbandsleitungen daraufhin Rückhalt und energischere Schritte – vergebens.

### Widerstand

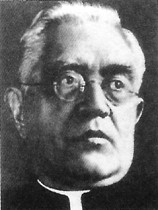
Otto Müller starb in der Haft

Allerdings gelang es dem westdeutschen Verband die Auflösung hinaus zu zögern. Die Unterstützung der Vereine durch die Bischöfe hatte im Lauf der Zeit nachgelassen. Ermutigung erhielten sie von Bischof Clemens August Graf von Galen. Nach Kriegsbeginn wurde Letterhaus zum Militärdienst eingezogen. Joos wurde verhaftet und in das Konzentrationslager Dachau eingeliefert. Otto Müller und Nikolaus Groß führten den Verband, der noch ein Viertel seiner früheren Mitglieder hatte, zunächst weiter. Letterhaus, der inzwischen im Oberkommando der Wehrmacht diente, gab Informationen an den Widerstand weiter. Enge Verbindungen bestanden etwa zu Wilhelm Leuschner. In der Kölner Zentrale wurden unter Beteiligung früherer Gewerkschafter und anderer Persönlichkeiten Überlegungen über eine zukünftige Gestaltung Deutschlands nach dem Ende der Diktatur angestellt. Teilnehmer dieser Diskussionsrunden (Kölner Kreis) waren unter anderem auch Karl Arnold, Johannes Albers oder Andreas Hermes. Kontakte bestanden überdies zu Carl Friedrich Goerdeler oder P. Alfred Delp SJ.
Nach dem Attentat vom 20. Juli 1944 wurde auch Hermann-Josef Schmitt wegen seiner Kontakte zum Widerstand verhaftet. Aus Mangel an Beweisen wurde er durch den Volksgerichtshof freigesprochen, aber ins KZ Dachau eingeliefert. Letterhaus, der von den Verschwörern als Minister vorgesehen war, wurde zum Tode verurteilt und hingerichtet. Dasselbe Schicksal erlitt auch Nikolaus Groß. Otto Müller starb in der Haft.
Nach dem Zweiten Weltkrieg begann schon 1945 die Wiedergründung der Vereine, zumindest in den westlichen Besatzungszonen. Daraus ging die Katholische Arbeitnehmerbewegung (KAB) hervor.